# تم نورآباد
تم نورآباد مربوط به دوره ساسانیان است و در شهرستان عنبرآباد، روستای سومالی واقع شده و این اثر در تاریخ ۱ فروردین ۱۳۴۵ با شمارهٔ ثبت ۵۱۷ به‌عنوان یکی از آثار ملی ایران به ثبت رسیده است.